# Танеевка (Башкортостан)
Танеевка (баш. Танеевка) — село в Стерлитамакском районе Республики Башкортостан Российской Федерации. Входит в состав Красноярского сельсовета. 

## География

### Географическое положение
Расстояние до:
- районного центра (Стерлитамак): 12 км,
- центра сельсовета (Новый Краснояр): 1 км.
- ближайшей ж/д станции (Куганак): 5 км.

## История
Основано в конце 1878 переселенцами из Сергиевской Танеевки Пензенской губернии. Согласно записям в метрических книгах православной церкви села Левашово Стерлитамакского уезда указано как Танеевка, Сергиевская из названия выпало.
В 1906 году зафиксированы бакалейная лавка, хлебозапасный магазин. С 20-х гг. XX века — современное название.

## Население
| 2002 | 2009 | 2010 |
| ---- | ---- | ---- |
| 181  | ↘91  | ↗121 |

Национальный состав
Согласно переписи 2002 года, преобладающие национальности — русские (49 %), чуваши (31 %).